# Gods' Games We Play
Gods' Games We Play (神は遊戯に飢えている。?, Kami wa Gēmu ni ueteiru, lett. "Dio è affamato di giochi") è una serie di light novel fantasy scritta da Kei Sazane e illustrata da Toiro Tomose. Ha iniziato la serializzazione online nel settembre 2020 sul sito web di pubblicazione di romanzi scritti dagli utenti Kakuyomu di Kadokawa. Successivamente la serie è stata acquisita da Media Factory, che ha pubblicato 9 volumi dal 25 gennaio 2021 sotto l'etichetta MF Bunko J. Un adattamento manga con disegni di Kapiko Toriumi viene serializzato sulla rivista Monthly Comic Alive di Media Factory dal 27 agosto 2021 ed è stato raccolto in 5 volumi tankōbon. Un adattamento anime prodotto da Liden Films è stato trasmesso dal 1º aprile al 24 giugno 2024.

## Trama
La storia è ambientata in un mondo fantasy in cui gli dei supremi hanno molto tempo libero a disposizione e, poiché si annoiano, decidono di inventare un nuovo gioco d'astuzia chiamato "il Gioco degli dei". Le persone che hanno ricevuto l'Arise, un potere speciale, sono conosciute come Apostoli e possono partecipare al Gioco degli dei. Se riescono a ottenere dieci vittorie, viene loro concesso di esaudire un desiderio. Tuttavia, nessuno è stato ancora dichiarato vincitore, il che risulta totalmente impossibile per un mortale che si trova a interagire con divinità capricciose, irragionevoli e talvolta incomprensibili. Leoleshea, un'ex dea, si risveglia da un lungo sonno e desidera che emerga la persona migliore di quell'era, quindi nomina Fay, un essere umano attualmente imbattuto, che ha ottenuto tre vittorie consecutive nel gioco e si prevedere che sarà il miglior esordiente degli ultimi anni. Fay decide di collaborare con Leoleshea per affrontare insieme il Gioco degli dei, dando inizio a una battaglia di astuzia.

## Personaggi
Fay (フェイ?, Fei)
Doppiato da: Nobunaga Shimazaki
Leoleshea (レオレーシェ?, Reorēshe)
Doppiata da: Akari Kitō
Pearl Diamond (パール・ダイアモンド?, Pāru Daiamondo)
Doppiata da: Hina Tachibana
Nel Reckless (ネル・レックレス?, Neru Rekkuresu)
Doppiata da: Kanna Nakamura
Miranda (ミランダ?)
Doppiata da: Ami Koshimizu
Dax (ダークス?, Dākusu)
Doppiato da: Kent Itō
Kelritch (ケルリッチ?, Keruritchi)
Doppiata da: Miku Itō

## Media

### Light novel
La serie scritta da Kei Sazane ha iniziato la serializzazione come web novel nel settembre 2020 sul sito di pubblicazione di romanzi scritti dagli utenti Kakuyomu di Kadokawa. Successivamente la serie è stata acquisita da Media Factory, che ha iniziato a pubblicare la serie in formato light novel e con illustrazioni di Toiro Tomose a partire dal 25 gennaio 2021 sotto l'etichetta HJ Bunko. Al 25 novembre 2024 i volumi totali ammontano a 9.
| Nº | Data di prima pubblicazione | Data di prima pubblicazione | Data di prima pubblicazione |
| Nº | Giapponese                  | Giapponese                  |                             |
| -- | --------------------------- | --------------------------- | --------------------------- |
| 1  | 25 gennaio 2021             | ISBN 978-4-04-680165-4      |                             |
| 2  | 25 maggio 2021              | ISBN 978-4-04-680396-2      |                             |
| 3  | 25 agosto 2021              | ISBN 978-4-04-680700-7      |                             |
| 4  | 25 gennaio 2022             | ISBN 978-4-04-681098-4      |                             |
| 5  | 25 agosto 2022              | ISBN 978-4-04-681584-2      |                             |
| 6  | 25 gennaio 2023             | ISBN 978-4-04-682111-9      |                             |
| 7  | 25 luglio 2023              | ISBN 978-4-04-682664-0      |                             |
| 8  | 24 maggio 2024              | ISBN 978-4-04-683237-5      |                             |
| 9  | 25 novembre 2024            | ISBN 978-4-04-683916-9      |                             |

### Manga
Un adattamento manga con disegni di Kapiko Toriumi viene serializzato dal 27 agosto 2021 sulla rivista Monthly Comic Alive edita da Media Factory. I capitoli vengono raccolti in volumi tankōbon a partire dal 23 marzo 2022. Al 22 marzo 2025 i volumi totali ammontano a 5.
| 1 | 23 marzo 2022             | ISBN 978-4-04-681226-1 |
| 1 | Capitoli - Capitoli 1-7   |                        |
| 2 | 21 aprile 2023            | ISBN 978-4-04-682454-7 |
| 2 | Capitoli - Capitoli 8-16  |                        |
| 3 | 23 aprile 2024            | ISBN 978-4-04-683567-3 |
| 3 | Capitoli - Capitoli 17-22 |                        |
| 4 | 23 maggio 2024            | ISBN 978-4-04-683637-3 |
| 4 | Capitoli - Capitoli 23-27 |                        |
| 5 | 22 marzo 2025             | ISBN 978-4-04-684479-8 |
| 5 | Capitoli - Capitoli 28-37 |                        |

### Anime
Il 21 gennaio 2022 è stato annunciato un adattamento anime con un video promozionale narrato dalla doppiatrice Saki Miyashita. Il 24 luglio 2022, durante l'evento "Natsu no gakuensai 2022" di MF Bunko J, è stato annunciato che l'anime sarà una serie televisiva prodotta da Liden Films e diretta da Tatsuya Shiraishi, con la sceneggiatura scritta da NTL, il character design curato da Yoshihiro Watanabe e la colonna sonora composta da Gin dei Busted Rose. La serie è stata trasmessa dal 1º aprile al 24 giugno 2024 su AT-X e altre reti. La sigla d'apertura è NewGame cantata da AliA mentre quella di chiusura è I'm Game! di Hina Tachibana. La serie è stata licenziata da Crunchyroll.

#### Episodi
| Nº | Titolo italiano Giapponese 「Kanji」 - Rōmaji                                                                      | In onda        | In onda |
| Nº | Titolo italiano Giapponese 「Kanji」 - Rōmaji                                                                      | Giapponese     |         |
| 1  | Gods' Games We Play 「Gods' Games We Play」                                                                        | 1º aprile 2024 |         |
| 2  | Nascondivino 「神ごっこ」 - Kami-gokko                                                                             | 8 aprile 2024  |         |
| 3  | Sono Pearl Diamond 「パール・ダイアモンドです」 - Pāruda Diamondo Desu                                             | 15 aprile 2024 |         |
| 4  | Uroboros 「ウロボロス」 - Uroborosu                                                                                | 22 aprile 2024 |         |
| 5  | World Games Tour 「ワールドゲームズツアー」 - Wārudo Gēmuzu Tsuā                                                   | 29 aprile 2024 |         |
| 6  | Mind Arena 「マインドアリーナ」 - Maindo Arīna                                                                     | 6 maggio 2024  |         |
| 7  | Corsa Rubasole 「太陽争奪リレー」 - Taiyō sōdatsu Rirē                                                             | 13 maggio 2024 |         |
| 8  | Dov'è finito il Sole? 「太陽はどこへ消えた？」 - Taiyō wa doko e kieta?                                            | 20 maggio 2024 |         |
| 9  | Bookmaker 「賭け神」 - Bukkumēkā                                                                                   | 27 maggio 2024 |         |
| 10 | I tre inganni ideati dalla dea 「神がもたらす三つのイカサマ」 - Kami ga motarasu mittsu no ikasama                 | 3 giugno 2024  |         |
| 11 | Luceimia, il Labirinto del Non Ritorno 「帰らずの”迷宮”ルシェイメア」 - Kaerazu no ”meikyū” Rusheimea              | 10 giugno 2024 |         |
| 12 | Luceimia, il Dungeon di morte e rinascita 「死と再生の”冥宮”ルシェイメア」 - Shi to saisei no ”mei miya” Rusheimea | 17 giugno 2024 |         |
| 13 | Good Game Well Played 「Good Game Well Played」                                                                    | 24 giugno 2024 |         |

## Accoglienza
Nell'edizione 2022 della guida annuale alle light novel Kono light novel ga sugoi! di Takarajimasha, la serie di romanzi si è classificata al 15º posto nella categoria bunkobon e al 9º posto nella categorie nuove opere.